# Сухарєва (Желєзногорський район)
Сухарєва (рос. Сухарева) — присілок в Желєзногорському районі Курської області Російської Федерації.
Населення становить 18 осіб. Входить до складу муніципального утворення Басівська сільрада.

## Історія
Населений пункт розташований на території українського етнічного та культурного краю Східна Слобожанщина.
Від 2004 року входить до складу муніципального утворення Басівська сільрада.

## Населення
| 1862 | 1883 | 1905 | 1979 | 2002 | 2010 |
| ---- | ---- | ---- | ---- | ---- | ---- |
| 235  | ↘139 | ↗150 | ↘65  | ↘23  | ↘18  |